# Bellenot-sous-Pouilly
Bellenot-sous-Pouilly é uma comuna francesa na região administrativa da Borgonha-Franco-Condado, no departamento de Côte-d'Or. Estende-se por uma área de 14,46 km². Em 2010 a comuna tinha 230 habitantes (densidade: 15,9 hab./km²).